# Katja Diehl

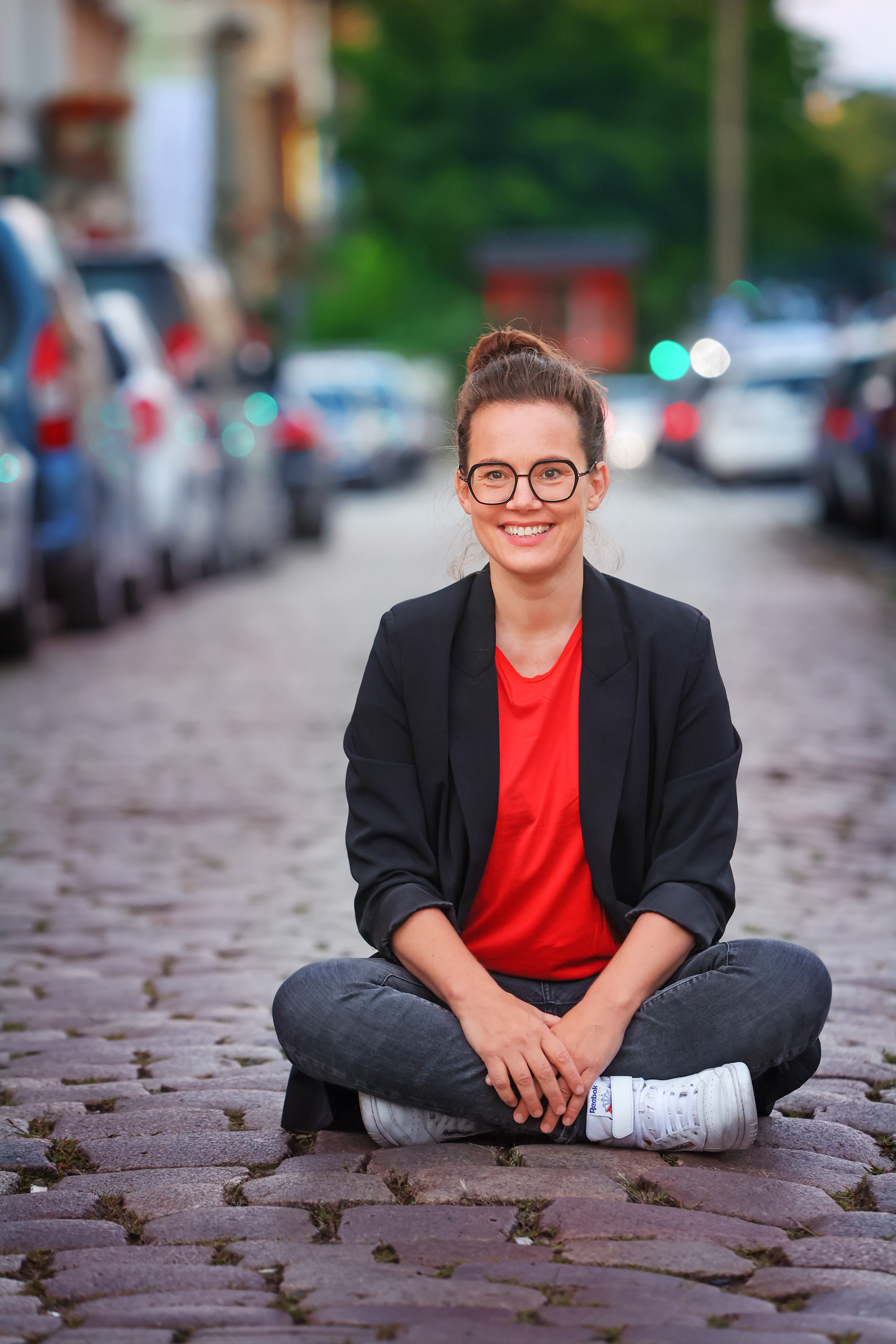
Katja Diehl (2021)

Katja Diehl (* 17. September 1973) ist eine deutsche Autorin, Podcasterin und Verkehrswende-Aktivistin.

## Leben und Wirken
Die in Braunschweig geborene Diehl studierte nach ihrem Abitur am Franziskusgymnasium Lingen an der Universität Osnabrück Literaturwissenschaften, Medien und Soziologie und erwarb später nebenberuflich einen MBA im Marketing an der WWU Münster. Sie war Redakteurin bei der Deutschen Presse-Agentur und wechselte dann in die Unternehmenskommunikation mit einem Volontariat bei der Deutschen Bundesstiftung Umwelt in Osnabrück. Der weitere berufliche Werdegang führte in zuletzt leitende Funktionen über Hellmann Worldwide Logistics, die Stadtwerke Osnabrück und die NordWestBahn. In dieser Zeit sammelte Diehl umfängliche Expertise in Mobilität und Logistik, die sie seit 2017 als Beraterin für inklusive, klima- und sozial gerechte Mobilitätswende einsetzt. Ihr 14-täglicher Podcast zum Thema, She Drives Mobility, umfasst mittlerweile mehr als 100 Folgen mit Gästen wie Claudia Kemfert, Raúl Aguayo-Krauthausen, Maren Urner, Carlo Masala und Sara Schurmann. Als Autorin schreibt sie über inklusive und nachhaltige Mobilität.
2019 war Diehl eine der „25 LinkedIn TopVoices in Deutschland, Österreich und der Schweiz“. 2020 wurde Diehl vom Focus zu den „100 Frauen des Jahres“ gezählt und als eine der „Remarkable Women in Transport“ der TUMI (Transformative Urban Mobility Initiative) ausgezeichnet. Am 28. Oktober 2022 erhielt Diehl den Deutschen Mobilitätspreis in zwei Kategorien. Ihr Buch Autokorrektur – Mobilität für eine lebenswerte Welt erschien am 9. Februar 2022 und stand sofort auf Platz 5 auf der Spiegel-Bestsellerliste. Es wurde 2022 mit dem Deutschen Wirtschaftsbuchpreis in der erstmals vergebenen Kategorie „Leserpreis“ ausgezeichnet. Am 29. Mai 2024 erschien ihr zweites Buch Raus aus der AUTOkratie – rein in die Mobilität von morgen!, ebenfalls im S. Fischerverlag. Es enthält 105 Interviews und behandelt das Thema das Stillstands der Verkehrswende in Deutschland im Vergleich mit anderen Ländern.
Darüber hinaus war Diehl Schirmherrin des „Energiewende Awards 2020“ und ist Mitglied der Jury des „Zukunftswettbewerbs #mobilwandel2035“ des Bundesministeriums für Umwelt, Naturschutz, nukleare Sicherheit und Verbraucherschutz (BMUV). Sie ist Mitglied im Beirat der „FTI-Strategie Mobilität“ des österreichischen Bundesministeriums für Klimaschutz, Umwelt, Energie, Mobilität, Innovation und Technologie. Diehl war von 2018 bis 2022 Mitglied im Bundesvorstand des Verkehrsclubs Deutschland. Im April 2022 war Diehl Mitinitiatorin einer Bundestagspetition zur Mobilitätswende. Die vom Umweltaktivisten Tino Pfaff eingereichte Petition erreichte mit über 65.000 Unterschriften das nötige Quorum. Seit 25. Mai 2023 ist Katja Diehl Vorstandsmitglied der Max-Brauer-Stiftung.
Diehl lebt in Hamburg.

## Veröffentlichungen
- 2022: Autokorrektur – Mobilität für eine lebenswerte Welt. S. Fischer Verlag, ISBN 978-3-10-397142-2[15]
- 2024: Raus aus der AUTOkratie – rein in die Mobilität von morgen!. S. Fischer Verlag, ISBN 978-3-10-397577-2